# Gare de Saint-Loup-Lamairé
La gare de Saint-Loup-Lamairé est une gare ferroviaire française, fermée, de la ligne de Chartres à Bordeaux-Saint-Jean. Elle est située dans la vallée du Thouet sur le territoire de la commune de Saint-Loup-Lamairé dans le département des Deux-Sèvres, en région Nouvelle-Aquitaine.
Elle est mise en service en 1882 par l'Administration des chemins de fer de l'État. Elle est fermée au service des voyageurs en 1980 et en décembre 2015, a lieu la fermeture de la section de Saint-Varent et de Parthenay.

## Situation ferroviaire
Établie à 97 mètres d'altitude, la gare de Saint-Loup-Lamairé est située au point kilométrique (PK) 353,600 de la ligne de Chartres à Bordeaux-Saint-Jean, entre les gares d'Airvault-Gare et de Gourgé, sur une section, de Saint-Varent à Parthenay, fermée aux services voyageurs et marchandises.

## Histoire
La station de Saint-Loup est établie sur la rive droite du Thouet, elle est mise en service le 16 octobre 1882, par l'Administration des chemins de fer de l'État, lorsqu'elle ouvre à l'exploitation sa ligne de Niort à Montreuil-Bellay..
Lors de sa séance du 28 août 1883, le Conseil général constate : que la gare est à 800 mètres de la ville, qu'elle ne dispose pas d'un puits ce qui oblige le chef de gare à rejoindre le bourg pour s'approvisionner en eau ; par ailleurs il lui est quasiment impossible de manœuvrer les wagons de marchandises du fait qu'il n'y a pas de plaques tournantes. Il émet un vœu pour résoudre ces problèmes.
En avril 1886, la deuxième voie, est posée entre la gare d'Airvault et Saint-Loup, la pose est en cours d'achèvement sur le tronçon suivant entre Saint-Loup et la gare de Parthenay.
À partir de 1939, la ligne n'a plus que des circulations locales, la jeune Société nationale des chemins de fer français (SNCF) préférant faire circuler les trains grandes lignes sur le parcours électrifié de l'ex Compagnie du chemin de fer de Paris à Orléans (PO). En 1940, la station est desservie par des trains omnibus et des autorails. La deuxième voie est déposée progressivement à partir de 1945. Sur la section Thouars Niort, le service ferroviaire voyageurs est fermé lors de la mise en place d'un transfert sur la route à la mise en place des horaires de l'hiver 1980. Depuis, seul des trains de fret circulent sur la ligne.
La ligne est fermée en décembre 2015, lors de la fermeture à toutes les circulations de la section de ligne entre les gares de Saint-Varent et de Parthenay.

## Patrimoine ferroviaire
Le bâtiment voyageurs d'origine et l'ancienne halle à marchandises sont présents sur le site de la gare.